# Succhiotto (erotismo)

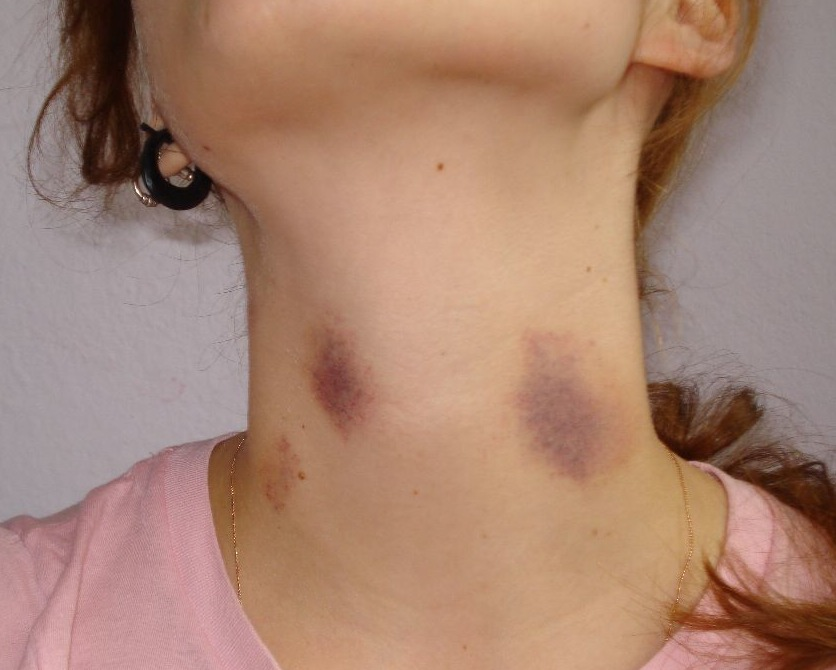
Segni di suggellazione sul collo

Un segno di suggellazione, detto succhiotto, è un'ecchimosi dovuta al traumatismo causato da baci o dal succhiare la pelle. 
Il succhiotto è quindi un livido, lasciato sulla pelle baciando e succhiando la pelle stessa, con una forza sufficiente a rompere i capillari. Possono apparire violacei o come una serie di puntini rossi; normalmente durano dai quattro ai dodici giorni e vanno trattati come un normale ematoma.
L'importanza nella medicina legale è dovuta alla determinazione dell'accadimento di reati contro la persona, della loro natura e specificità, specialmente nel caso non vi siano altre ferite superficiali evidenti.